# Olympische Sommerspiele 1976/Teilnehmer (Thailand)
| Gelbes Symbol für Goldmedaillen mit stilisierten Olympischen Ringen | Graues Symbol für Silbermedaillen mit stilisierten Olympischen Ringen | Braundes Symbol für Bronzemedaillen mit stilisierten Olympischen Ringen |
| ------------------------------------------------------------------- | --------------------------------------------------------------------- | ----------------------------------------------------------------------- |
| —                                                                   | —                                                                     | 1                                                                       |

Die thailändische Mannschaft nahm an den Olympischen Sommerspielen 1976 im kanadischen Montreal mit einer Delegation von 42 Athleten – drei Frauen und 39 Männer – an 33 Wettkämpfen in elf Sportarten teil.
Einziger Medaillengewinner – und damit die erste olympische Medaille für einen thailändischen Sportler überhaupt – war der Boxer Phayao Phoontharat (Bronze).

## Medaillengewinner
Bronze
- Phayao Phoontharat, Boxen/Halbfliegengewicht (bis 48 kg)

## Teilnehmer nach Sportarten
Wenn innerhalb der Sportarten nicht anders angegeben, sind in den Wettkämpfen nur Männer angetreten.

### Bogenschießen

#### Frauen
- Am. Kaewbaidhoon: 18. Platz – 2282 Punkte

#### Männer
- Vallop Potaya: 35. Platz – 2060 Punkte
- Vichit Suksompong: 36. Platz – 2032 Punkte

### Boxen
Halbfliegengewicht (bis 48 kg)
- Phayao Phoontharat (th. พเยาว์ พูนธรัตน์): 3. Platz,  Bronzemedaille – Er wurde damit Thailands erster Athlet, der eine olympische Medaille erringen konnte.
  - 1. Runde: 4:1-Sieg gegen den Rumänen Remus Cosma.
  - 2. Runde: 3:2-Sieg gegen den Sowjetrussen Alexander Tkatschenko.
  - Viertelfinale: 4:1-Sieg gegen den Ungarn György Gedó, Olympiasieger von 1972.
  - Im Halbfinale unterlag Poontarat vorzeitig gegen den Nordkoreaner Li Byong-uk.

Fliegengewicht (bis 51 kg)
- Somchai Putapibarn: 0:5-Niederlage in der ersten Runde gegen den Südkoreaner Kim Jeong-cheol.

Bantamgewicht
- Weerachart Saturngrun
  - 2. Runde: 5:0-Sieg gegen den Türken Kemal Sonunur.
  - 3. Runde: 5:0-Sieg gegen den Kanadier Christopher Ius
  - Im Viertelfinale unterlag Saturngrun gegen den späteren Olympiasieger Gu Yong-ju aus Nordkorea mit 0:5.

Federgewicht (bis 57 kg)
- Piniit Boonjuang: K. o.-Niederlage gegen den Südkoreaner Choon Gil-choi in der zweiten Runde.

Halbweltergewicht (bis 63,5 kg)
- Narong Boonfuang
  - K. o.-Sieg gegen den Spanier José Manuel Gómet in der ersten Runde.
  - K. o.-Niederlage gegen den Österreicher Christian Sittler in der zweiten Runde.

### Fechten
Florett Einzel
- Taweewat Hurapan
- Sneh Chousurin
- Sutipong Santitevagul

Florett Mannschaft
- Sneh Chousurin, Taweewat Hurapan, Sutipong Santitevagul, Royengyot Srivorapongpant und Samachai Trangjaroenngarm:

Säbel Einzel
- Taweewat Hurapan
- Sutipong Santitevagul
- Royengyot Srivorapongpant

Säbel Mannschaft
- Taweewat Hurapan, Samachai Trangjaroenngarm, Sutipong Santitevagul und Royengyot Srivorapongpant

### Gewichtheben
Fliegengewicht (bis 52 kg)
- Preecha Chiocharn: Platz 11 – 210,0 kg

### Judo
Leichtgewicht (bis 63 kg)
- Pakit Santhisiri
  - in der 32er-Runden gegen den Schweden Larseric Flygh gewonnen
  - in der 16er-Runde gegen den Südkoreaner Chang Eun-kyung verloren
  - in der Hoffnungsrunde gegen den Österreicher Erich Pointner ausgeschieden

### Leichtathletik
100 m
- Suchart Jaesuraparp: mit 10,75 s (Platz 4 im siebten Vorlauf) ausgeschieden
- Anat Ratanapol
  - mit 10,71 s (Platz 3 im achten Vorlauf) für das Viertelfinale qualifiziert
  - mit 10,65 s (Platz 6 im ersten Lauf des Viertelfinals) ausgeschieden

4 × 100 m
- Anat Ratanapol, Suchart Jaesuraparp, Somsakdi Boontud und Sayan Paratanavong
  - mit 40,53 s (Platz 5 im zweiten Vorlauf) für das Halbfinale qualifiziert
  - mit 40,68 s (Platz 8 im ersten Halbfinallauf) ausgeschieden

### Radsport

#### Bahn
Sprint
- Taworn Tarwan: Platz 24

1000 m Zeitfahren
- Taworn Tarwan: Platz 27 - 1:15,136 h (= 47,913 km/h)

#### Straße
Straßenrennen (180 km)
- Panya Singprayool-Dinmuong: Rennen nicht beendet
- Arlee Wararong: Rennen nicht beendet
- Chartchai Juntrat: Rennen nicht beendet
- Prajin Rungrote: Rennen nicht beendet

Mannschaftszeitfahren (100 km)
- Panya Singprayool-Dinmuong, Chartchai Juntrat, Sucheep Likittay und Prajin Rungrote: Platz 25 - 2:35:03 h

### Schießen
Freie Pistole
- Sutham Aswanit: Platz 41 - 529 Punkte
- Veera Uppapong: Platz 45 - 507 Punkte

Schnellfeuerpistole
- Solos Nalampoon: Platz 35 - 578 Punkte
- Somboon Pattra: Platz 41 - 563 Punkte

Kleinkaliber liegend
- Wongsak Malaipun: Platz 41 - 586 Punkte
- Suthorn Parmkerd: Platz 73 - 574 Punkte

Kleinkaliber Dreistellungskampf
- Somporn On-Chim: Platz 48 - 1110 Punkte
- Padet Vejsawarn: Platz 51 - 1106 Punkte

Trap
- Pavitr Kachasanee: Platz 34 - 160 Punkte
- Damrong Pachonyut: Platz 39 - 153 Punkte

Skeet
- Somchai Chanthavanij: Platz 50 - 181 Punkte
- Pichit Burapavong: Platz 54 - 179 Punkte

### Schwimmen
Frauen
100 m Freistil
- Ratchaneewan Bulakul: mit 1;01,33 min (Platz 5 im fünften Vorlauf) nicht für das Halbfinale qualifiziert

200 m Freistil
- Ratchaneewan Bulakul: mit 2;12,91 min (Platz 5 im ersten Vorlauf) nicht für das Finale qualifiziert

400 m Freistil
- Ratchaneewan Bulakul: mit 4;32,98 min (Platz 5 im vierten Vorlauf) nicht für das Finale qualifiziert

100 m Rücken
- Sansanee Changkasiri: mit 1;19,15 min (Platz 7 im zweiten Vorlauf) nicht für das Halbfinale qualifiziert

200 m Rücken
- Sansanee Changkasiri: mit 2;48,56 min (Platz 8 im ersten Vorlauf) nicht für das Finale qualifiziert

100 m Schmetterling
- Sansanee Changkasiri: mit 1;10,97 min (Platz 6 im vierten Vorlauf) nicht für das Halbfinale qualifiziert

### Segeln
470er
- Santi Thamasucharit und Damrong Sirisakorn: Platz 24 - 163,0 Punkte

### Wasserspringen
Kunstspringen 3 m
- Sangwal Foengdee: Platz 26 – mit 317,61 Punkten nicht für das Finale qualifiziert